# Ladislav Jirka
Ladislav Jirka (11. února 1914 Třemošná – 14. května 1986 Praha) byl český rytec.

## Život a dílo
Otec Josef Jirka byl zaměstnán jako truhlář. Matka Anna se starala o deset dětí. Ladislav Jirka se rytectví se vyučil ve firmě Ferdinanda Malinského v Plzni, kde v roce 1932 složil tovaryšskou zkoušku. V roce 1936 byl povolán do základní vojenské služby, kterou vykonával ve Vojenském zeměpisném ústavu v Praze, kde dělal rytce v oddělení map. V roce 1939 nastoupil do tiskárny bankovek v Praze (nynější Státní tiskárna cenin), kde pracoval pod vedením Jindřicha Schmidta. Byl spoluautorem pětisetkorunové bankovky Slovenského štátu a první poválečné československé tisícikoruny.V roce 1948 se začal podílet na tvorbě československých poštovních známek. Byl spoluautorem kolem 500 československých poštovních známek. Spolupodílel se na tvorbě československých bankovek vydaných v letech 1961 1964, 1973. Spolupodílel se též na tvorbě poštovních známek Bulharska, Etiopie, Iráku, Organizace spojených národů a Vietnamu.